# Gigi Zanchetta
Gigliola (Gigi) Zanchetta Pirella là một nữ diễn viên người Venezuela. Zanchetta đã đóng vai chính trong nhiều vở kịch xà phòng, trong số đó có Primavera cùng với Fernando Carrillo và Cara Sucia. Cũng trong La Dama de Rosa cùng với Jeannette Rodríguez.

## Telenovelas
- Cristal (1985)
- Más allá del silencio (1985)
- El Seductor (1986)
- Mansión de luxe (1986)
- La dama de rosa (1986)
- Primavera (1988)
- Lô hội (1989)
- El Engaño (1989)
- Inolvidable (1992)
- Cara sucia (1992)
- Dulce enemiga (1995)
- Pecado de amor (1996)
- Contra viento y marea (1997)
- El País de las teeses (1998)
- Obléñame a querer (1998)
- Toda tees (1999)
- Hechizo de amor (2000)
- Más que amor, frenesí (2001)
- Mambo y canela (2002)
- Las González (2002)
- Tiếng Anh (2003)
- Sabor a ti (2004)
- Los Querendones (2006)
- Te tengo en salsa (2006)
- Natalia del mar (2011)
- Válgame Dios (2012)